# Bahnstrecke Åstorp–Höganäs
| Bahnhof in Ingelsträde |                                         |                                                      |                                                      |
| Streckenlänge: | 27,4 km                                 |                                                      |                                                      |
| Spurweite: | 1435 mm (Normalspur)                    |                                                      |                                                      |
| Stromsystem: | 15 kV 16⅔ Hz ~                          |                                                      |                                                      |
| Streckengeschwindigkeit: | Bandel 923 (Åstorp)–(Kattarp): 120 km/h |                                                      |                                                      |
| |                                         |                                                      |                                                      |
| \| \| \| Bahnstrecke Höganäs–Mölle von Mölle \| \| \| \| 26,937 \| Höganäs \| Höganäs \| \| \| 21,855 \| Ingelsträde \| Ingelsträde \| \| \| 18,859 \| Mjöhult \| Mjöhult \| \| \| 15,567 \| Stureholm \| Stureholm \| \| \| 13,585 \| Västraby \| Västraby \| \| \| \| Västkustbanan von Ängelholm \| \| \| \| 11,515 \| Kattarp \| Kattarp \| \| \| \| Västkustbanan nach Helsingborg \| \| \| \| 8,734 \| Hasslarp \| Hasslarp \| \| \| 5,041 \| Ormastorp \| Ormastorp \| \| \| 2,322 \| Nyvång \| Nyvång \| \| \| \| Bahnstrecke Kristianstad–Helsingborg von Helsingborg \| \| \| \| \| Söderåsbanan von Teckomatorp \| \| \| \| 0 \| Åstorp \| Åstorp \| \| \| \| Godsstråket genom Skåne nach Ängelholm \| \| \| \| \| Bahnstrecke Kristianstad–Helsingborg nach Hässleholm \| \| \| \| \| \| \| \| Quellen: [2] \| \| \| \| |                                         |                                                      |                                                      |
| Strecke (außer Betrieb) |                                         | Bahnstrecke Höganäs–Mölle von Mölle                  | Bahnstrecke Höganäs–Mölle von Mölle                  |
| Bahnhof (Strecke außer Betrieb) | 26,937                                  | Höganäs                                              | Höganäs                                              |
| Bahnhof (Strecke außer Betrieb) | 21,855                                  | Ingelsträde                                          | Ingelsträde                                          |
| Bahnhof (Strecke außer Betrieb) | 18,859                                  | Mjöhult                                              | Mjöhult                                              |
| Bahnhof (Strecke außer Betrieb) | 15,567                                  | Stureholm                                            | Stureholm                                            |
| Bahnhof (Strecke außer Betrieb) | 13,585                                  | Västraby                                             | Västraby                                             |
| Abzweig ehemals geradeaus und von links |                                         | Västkustbanan von Ängelholm                          | Västkustbanan von Ängelholm                          |
| Haltepunkt / Haltestelle | 11,515                                  | Kattarp                                              | Kattarp                                              |
| Abzweig geradeaus, nach rechts und von rechts |                                         | Västkustbanan nach Helsingborg                       | Västkustbanan nach Helsingborg                       |
| ehemaliger Bahnhof | 8,734                                   | Hasslarp                                             | Hasslarp                                             |
| ehemaliger Bahnhof | 5,041                                   | Ormastorp                                            | Ormastorp                                            |
| ehemaliger Bahnhof | 2,322                                   | Nyvång                                               | Nyvång                                               |
| Abzweig geradeaus und von rechts |                                         | Bahnstrecke Kristianstad–Helsingborg von Helsingborg | Bahnstrecke Kristianstad–Helsingborg von Helsingborg |
| Abzweig geradeaus und von rechts |                                         | Söderåsbanan von Teckomatorp                         | Söderåsbanan von Teckomatorp                         |
| Bahnhof | 0                                       | Åstorp                                               | Åstorp                                               |
| Abzweig geradeaus und nach links |                                         | Godsstråket genom Skåne nach Ängelholm               | Godsstråket genom Skåne nach Ängelholm               |
| Strecke |                                         | Bahnstrecke Kristianstad–Helsingborg nach Hässleholm | Bahnstrecke Kristianstad–Helsingborg nach Hässleholm |
| |                                         |                                                      |                                                      |
| Quellen: |                                         |                                                      |                                                      |

Die Bahnstrecke Åstorp–Kattarp–Höganäs ist eine etwa 27 Kilometer lange normalspurige Eisenbahnstrecke in Schweden. Sie wurde 1885 von der Skåne–Hallands Järnvägsaktiebolag (SHJ), einer privaten Eisenbahngesellschaft, zwischen Åstorp und Höganäs erbaut.

## Skåne–Hallands Järnvägsaktiebolag
Die Skåne–Hallands Järnvägsaktiebolag war eine private Eisenbahngesellschaft, die eine Bahnstrecke zwischen Helsingborg und Halmstad über Kattarp und Ängelholm errichtete. Von Anfang an war Ängelholm als Endpunkt geplant. Auf Anraten von Konsul Petter Olsson wurden weitere Perspektiven geprüft und Halmstad als nördlicher Endpunkt festgelegt.
Die 92 km lange Hauptstrecke wurde 1885 nach aufwendigen und kostspieligen Baumaßnahmen durch die Landborgen und Hallandsåsen fertiggestellt. Die Durchquerung des Landborgen war nur mit einem großen Tunnel möglich, während die Streckenführung im Hallandsåsen viele Kurven durch das Sinarpsdalen erforderte.
Von 1892 an verlagerte sich der Verkehr von Helsingborg nach Göteborg auf die neue zusammenhängende Hauptstrecke entlang der Küste. Da die Eisenbahngesellschaft einen Streckenteil davon besaß, wurde sie 1896 verstaatlicht und damit ein Teil der Västkustbana.

## Geschichte
Der Gesellschaft gehörte die gleichzeitig eröffnete Åstorp–Kattarp–Höganäs Järnväg. Diese Strecke führte von Höganäs an der Küste zum Eisenbahnknotenpunkt Åstorp im Landesinneren. Die Hauptstrecke wurde bei Kattarp gekreuzt, etwa auf halbem Weg zwischen Ängelholm und Helsingborg. Die 27 km lange Strecke wurde mit einem niedrigeren Standard gebaut und vor allem durch die Höganäsbolaget, einem Metallpulverhersteller, finanziert.
1896 übernahm Statens Järnvägar neben der Västkustbanan die Bahnstrecke Åstorp–Kattarp–Höganäs. Die Elektrifizierung der Strecke erfolgte 1937.
Der Personenverkehr zwischen Höganäs und Kattarp wurde 1972 eingestellt, der Güterverkehr folgte 1992. Dieser Streckenteil wurden 1997 abgebaut.
In Ingelsträde blieb als Erinnerung an die Vergangenheit der Bahnhofsbereich unverändert mit allen Gleisanlagen, Bahnsteigen, Signalen sowie die Oberleitungsmasten mit der Oberleitung erhalten. Das Bahnhofsgebäude ist im Privatbesitz.
Der Streckenabschnitt zwischen Åstorp und Kattarp ist noch in Betrieb und dient als Umleitungsstrecke für die Bahnstrecke Kristianstad–Helsingborg.